# Hajrudin Catic
Hajrudin Catic (* 23. März 1975 in Köln) ist ein bosnischer Fußballspieler, der von 1995 bis 2010 bei verschiedenen Vereinen in der 2. Fußball-Bundesliga unter Vertrag stand.

## Karriere
Aus der Jugend des 1. FC Köln kam Catic zum Lokalrivalen SC Fortuna, für die er von 1995 bis 2000 56-mal in der 2. Bundesliga spielte. Von 2000 bis 2002 stand er beim SV Waldhof Mannheim unter Vertrag, mit dem er 2001 nur knapp den Aufstieg in die Bundesliga verpasste. Ab 2002 war er zwei Spielzeiten lang für Rot-Weiß Oberhausen in der Zweiten Liga im Einsatz, ehe er für eine Saison zum 1. FC Union Berlin in die Regionalliga Nord wechselte. Nach dem Abstieg des Hauptstadtklubs schloss Catic sich im August 2005 dem drittklassigen SV Wehen Wiesbaden an. 2007 gelang Wiesbaden erstmals der Aufstieg in die 2. Bundesliga und Catic kam in den folgenden zwei Jahren noch zu weiteren 30 Zweitligaeinsätzen. Mit schließlich 177 Partien in der 2. Bundesliga (14 Tore) war er der erfahrenste Spieler in den Reihen der Hessen.
Nach dem Abstieg des SVW kam er in der Saison 2009/10 nur noch für die 2. Mannschaft in der Regionalliga Süd zum Einsatz und beendete im Sommer 2010 mit seinem Wechsel zum Landesligisten Hilal Maroc Bergheim seine Profilaufbahn. Mit den Bergheimern gelang ihm 2012 der Aufstieg in die Mittelrheinliga. 2014 folgte der Abstieg aus der Mittelrheinliga zurück in die Landesliga Mittelrhein. Catic blieb in der folgenden Spielzeit bei Hilal Maroc Bergheim. Nach 5 Jahren, verließ er im Jahr 2015 den Verein.
Danach spielte Catic 2015 beim CfB Ford Köln-Niehl 09/52 und absolvierte zwei Partien in der Kreisliga A.
Von 2016 bis 2018 war er Spielertrainer beim A-Ligisten SV Türkspor Bergheim.